# Andreas Letz
Andreas Letz (ur. 5 czerwca 1962 w Sömmerdzie) – niemiecki sztangista, reprezentujący do października 1990 r. Niemiecką Republikę Demokratyczną.
Olimpijczyk (1980), wicemistrz świata (1981) oraz dwukrotny wicemistrz Europy (1980, 1981) w podnoszeniu ciężarów.
Startował w wadze koguciej (do 56 kg) oraz piórkowej (do 60 kg).

## Osiągnięcia

### Letnie igrzyska olimpijskie
- Moskwa 1980 – 4. miejsce (waga kogucia)

### Mistrzostwa świata
- Saloniki 1979 – 5. miejsce (waga kogucia)
- Moskwa 1980 – 4. miejsce (waga kogucia) (waga kogucia) – mistrzostwa rozegrano w ramach zawodów olimpijskich
- Lille 1981 –  srebrny medal (waga kogucia)
- Moskwa 1983 –  brązowy medal (waga kogucia)
- Södertälje 1985 –  brązowy medal (waga piórkowa)
- Sofia 1986 –  brązowy medal (waga piórkowa)

### Mistrzostwa Europy
- Belgrad 1980 –  srebrny medal (waga kogucia)
- Lille 1981 –  srebrny medal (waga kogucia)
- Moskwa 1983 –  brązowy medal (waga kogucia)
- Katowice 1985 –  brązowy medal (waga piórkowa)
- Karl-Marx-Stadt 1986 –  brązowy medal (waga piórkowa)

### Puchar świata
- Warna 1983 –  złoty medal (waga kogucia)

### Mistrzostwa Niemiec weteranów
- 2000 –  złoty medal (waga piórkowa)
- 2001 –  złoty medal (waga piórkowa)
- 2002 –  brązowy medal (waga piórkowa)

### Rekordy świata
- Miśnia 10.04.1981 – 277,5 kg w dwuboju (waga kogucia)
- Warna 29.04.1983 – 160,5 kg w podrzucie (waga kogucia)
- Moskwa 23.10.1983 – 161 kg w podrzucie (waga kogucia)